# Dejan Aleksić
Pour les articles homonymes, voir Aleksić.
Œuvres principales
- Potpuni govor (1995)
- Posle (2005)
- Jedino vetar (2011)
- Biti (2013)

Dejan Aleksić (en serbe cyrillique : Дејан Алексић ; né le 1er mai 1972) est un poète et un écrivain serbe. Il a reçu plusieurs prix et récompenses littéraires, dont, en 2013, le prix Zmaj pour son recueil de poésie Biti (Être),. Il est également un auteur fécond de littérature d'enfance et de jeunesse.

## Œuvres
Poésie
- Potpuni govor, 1995.
- Dokazivanje senke (La Preuve des ombres), 1996.
- Svagdašnji čas (L'Heure de tous les jours), 2000.
- Sobna mitologija (Mythologie en chambre), 2003.
- Posle (Après), 2005.
- Dovoljno (Assez), 2008.
- Jedino vetar (Seul le vent), 2011.
- Biti (Étre), Centre culturel de Novi Sad, 2013  (ISBN 978-8679313485).

Littérature d'enfance et de jeunesse
- Dugme bez kaputa (Boutons sans manteau), poèmes, 2002  (ISBN 978-8677841027).
- Pustolovine jednog zrna kafe (Les Aventures d'un grain de café), poème, Zavod za udzbenike, Belgrade, 2004  (ISBN 978-8617121349).
- Na primer (Par exemple), poèmes et nouvelles, 2006.
- Kad se razboleo Petak (Quand Vendredi est tombé malade), poèmes, 2006.
- Nežna pesma o nežnom vetru Duvoljubu, poème, Kreativni centar, Belgrade, 2006  (ISBN 978-8677815189).
- Božićna priča (Conte de Noël), Zavod za udzbenike, Belgrade, 2007  (ISBN 978-8617144713).
- Muzika traži uši (Une Musique qui demande des oreilles), nouvelles, 2008  (ISBN 978-8677816452).
- Kralj trešnje (Le Roi des cerises), pièces, 2010.
- Igrokazi za školske i ostale priredbe (Jeux pour l'école et autres spectacles), Kreativni centar, Belgrade, 2010  (ISBN 978-8677818067).
- Priča o dobroj metli (L'Histoire du bon balai), Kreativni centar, Belgrade, 2010  (ISBN 978-8677817503).
- Petar i pertle (Petar et les Lacets), Kreativni centar, Belgrade, 2010  (ISBN 978-8677817480).
- Isidora i zub (Isidora et la Dent), Kreativni centar, Belgrade, 2011  (ISBN 978-8677818234).
- Luka iz Oluka, Kreativni centar, Belgrade  (ISBN 978-8677818241).
- Baš je dobro roditi se (Il est bon d'être né), Krativni centar, Belgrade, 2013  (ISBN 978-8652900220).
- Zagonetka retka zvana arhitetka, Kreativni centar, Belgrade, 2013  (ISBN 978-8652900237).
- Bojan Mrvica i zakopano blago (Bojan Mrvica et le Trésor enfoui), Kreativni centar, Belgrade, 2013  (ISBN 978-8677819996).
- Koga se tiče kako žive priče, Kreativni centar, Belgrade  (ISBN 978-8677819873).
- Cipela na kraju sveta (La Chaussure au bout du monde), Kreativnik centar, Belgrade, 2014  (ISBN 978-8652901586).
- Mali oglasi i još ponešto (Petites annonces et quelque chose d'autre), Pčelica, 2014  (ISBN 978-8660894634).

Théâtre
- Vina i pingvina (Vins et pingouins), 2010.

## Récompenses
- Prix Branko Miljković, 2005.
- Prix Branko, 1996.
- Prix Branko Ćopić, 2008.
- Prix Meša Selimović, 2011[4].
- Prix Zmaj, 2013.
- Prix Plavi čuperak, décerné lors des Jeux d'enfants de Zmaj, 2015[5] etc.